# Żarnówka (Nowa Otocznia)
Żarnówka – część wsi Nowa Otocznia w Polsce, położona w województwie mazowieckim, w powiecie mławskim, w gminie Wiśniewo. Wchodzi w skład sołectwa Nowa Otocznia.
W latach 1975–1998 Żarnówka należała administracyjnie do województwa ciechanowskiego.